# Bisetocreagris afghanica
Bisetocreagris afghanica är en spindeldjursart som först beskrevs av Beier 1959.  Bisetocreagris afghanica ingår i släktet Bisetocreagris och familjen helplåtklokrypare. Inga underarter finns listade.